# Kulturarv
 Der er for få eller ingen kildehenvisninger i denne artikel, hvilket er et problem. Du kan hjælpe ved at angive troværdige kilder til de påstande, som fremføres i artiklen.

Kulturarv er et begreb, der bruges som betegnelse for kulturelle elementer, som anses for at være med til at 1) minde os om fortiden og 2) danne en fælles erindring om den. Erindringen kan være fælles for hele verden eller en mindre gruppe som en nation eller et folkeslag.

## Materiel og immateriel
Der kan skelnes mellem materiel og immateriel kulturarv. Den materielle udgøres af fx monumenter, mens den immaterielle er fx skikke.

## UNESCOs verdenskulturarvsliste
I 1972 vedtog UNESCO en konvention til beskyttelse af verdensarv, der omfattede den materielle kulturarv (Danmark ratificerede konventionen i 1979), og i 2003 blev en lignende konvention vedtaget for den immaterielle kulturarv (Danmark ratificerede konventionen i 2009).

## Definition
I en dansk sammenhæng dukker begrebet Kulturarv for alvor op i 1980-erne. Forud for brugen af dette begreb gik brugen af begreberne ”identitet” og ”kollektiv hukommelse”. Fra 1980-erne ekspanderede begrebet kulturarv stærkt i den kulturpolitiske og institutionspolitiske debat, hvor der nu tales om ”den danske kulturarv” eller ”Danmarks kulturarv”, især med fokus på museers og bibliotekers forvaltning af kulturarven. Kulturministeriet introducerede begrebet kulturarv på en konference i 1999 i en tale af daværende kulturminister Elsebeth Gerner Nielsen. I forbindelse med, at Kulturministeriet i 2003 udarbejdede en rapport om bevaring af Kulturarven, fastlagde ministeriet, at kulturarvsinstitutionerne i Danmark er:
- på arkivområdet: Statens Arkiver,
- på biblioteksområdet: Det Kgl. Bibliotek (tidligere Det Kongelige Bibliotek og Statsbiblioteket),
- på museumsområdet: Statens Museum for Kunst, Nationalmuseet, Statens Naturhistoriske Museum og Det danske Filmmuseum.

I det seneste årti er kulturarvsbegrebet blevet udvidet til at omfatte både den kanoniserede (fin)kulturelle arv og den fødte kulturarv. Kulturarvsbegrebet er også udvidet til det digitale område, idet Det Kgl. Bibliotek via Netarkivet indsamler den digitale kulturarv fra den danske del af Internettet.